# Ликориш, Юджин
Юджин Ликориш (англ. Eugene Licorish, род. 28 ноября 1964) — гренадский легкоатлет, выступавший в прыжках в длину. Участник летних Олимпийских игр 1992 года.

## Биография
Юджин Ликориш родился 28 ноября 1964 года.
В 1983 году завоевал бронзовую медаль в прыжках в длину среди юниоров до 20 лет на CARIFTA Games, показав результат 7,15 метра.
5 мая 1989 года установил рекорд Гренады в прыжках в длину — 8,09.
В 1992 году вошёл в состав сборной Гренады на летних Олимпийских играх в Барселоне. В квалификации прыжков в длину занял 30-е место с результатом 7,60, уступив 30 сантиметров худшему из попавших в финал Джо Грину из США. Был знаменосцем сборной Гренады на церемонии открытия Олимпиады.
В 1993 году участвовал в чемпионате мира по лёгкой атлетике в Штутгарте. Не пробился в финал прыжков в длину с результатом 7,47.

## Личный рекорд
- Прыжки в длину — 8,09 (5 мая 1989, Порт-оф-Спейн)[2]